# 乔舒亚·齐尔克泽
乔舒亚·奥罗博萨·齐尔克泽（荷蘭語：Joshua Orobosa Zirkzee，2001年5月22日—）是一位尼日利亚裔荷兰足球运动员，其年仅16岁便离开祖国加盟德甲班霸拜仁慕尼黑，并代表俱乐部的业余队效力，于场上司职前锋。他也曾入选各级荷兰国家青年队，現效力於英超球隊曼聯，同时也是荷蘭21歲以下國家足球隊成员。
齊爾克澤出生在斯希丹，母親是尼日利亞人，父親是荷蘭人。

## 球會生涯

### 青年隊
齐尔克泽出生于鹿特丹附近的斯希丹，并在距鹿特丹西南仅数公里的海克灵恩足球俱乐部开启足球生涯。2010年，他转投鹿特丹南部的斯巴坦20，并在那里训练了三年后，至12岁时加盟荷甲俱乐部ADO海牙的青训营，这里距离原先的训练地点约30公里远。同样停留了三年后，齐尔克泽于2016年重返鹿特丹，加入了费耶诺德，这是与阿贾克斯和PSV埃因霍温齐名的荷兰三大俱乐部之一。他在那里最初效力于16岁以下梯队（U16），但其后以15岁之龄便已在17岁（U17）甚至19岁以下梯队（U19）获得了多次出场机会。然而，他并未在费耶诺德效力太久，因为在荷兰以外的地区，人们也被这位身材高大而快速的进攻球员所吸引。多家知名俱乐部都有意将其签入；齐尔克泽甚至不顾费耶诺德的反对，便私自前往英格兰俱乐部埃弗顿试训，并在未经母队允许的情况下出战英格兰青年锦标赛。最终，齐尔克泽决定不移居英伦，而是从莱茵河畔来到伊萨尔河畔，于2017年8月下旬与德国俱乐部拜仁慕尼黑签约。

### 拜仁慕尼黑
在等待了数周才获得比赛许可后，齐尔克泽于2017年10月29日才在时任主教练霍尔格·塞茨的带领下，于U-17德甲联赛南部/西南赛区代表拜仁17岁以下梯队参加了首场比赛。在这场以9比0横扫埃费尔斯贝格的比赛中，他贡献了1粒入球。至赛季结束时，齐尔克泽在16场联赛中射入15球，为球队夺得南德冠军作出了重要贡献。在随后的U-17德国锦标赛半决赛中，他又随队双杀RB莱比锡，得以闯入决赛对阵普鲁士多特蒙德。齐尔克泽在决赛中射入1球，却因动手打人被红牌罚下，而拜仁最终也以2比3不敌对手。同一赛季，他也曾两次代表19岁以下梯队参加U-19德甲联赛。
由于在17岁以下梯队表现出色，时年17岁的齐尔克泽获准跟随一线队参与新赛季备战，其中包括在新任主教练尼科·科瓦奇的带领下，与职业队一同前往美国参加2018年國際冠軍盃。期间他共简短出场三次，并在对阵巴黎圣日耳曼的比赛中射入1球。至联赛开始后，齐尔克泽起初是在塞巴斯蒂安·赫内斯麾下的19岁以下梯队度过，但由于前一赛季决赛的红牌，他于前四场比赛中都只能在看台上观战。从2018年9月至2019年3月，他共代表19岁以下青年队出场22次，射入18球。随着秋季在拜仁二队获得过两次短暂出场机会后，齐尔克泽至春季已完全被二队接纳，并在那里与前一年在17岁以下梯队曾训练他的霍尔格·塞茨重逢。效力二队期间，他在第四级的巴伐利亚地区联赛下半程中共出场8次及射入4球——其中的3球更是在他第一次首发登场时通过帽子戏法完成，同时帮助球队以5比1大胜沙尔丁-海宁。而在对阵维多利亚阿沙芬堡的比赛中被驱逐出场后，这位偶有冲动的荷兰人不得不再次被停赛三场。赛季结束后，齐尔克泽随队成功夺得了巴伐利亚冠军，并在之后的升级附加赛中战胜沃尔夫斯堡二队，顺利升入德丙联赛。然而，在附加赛的次回合，他只是在伤停补时阶段才被替换上场。此外，他还于2019年5月跟随拜仁二队夺得了英超国际杯冠军，这是在英格兰举行、由英格兰和欧洲大陆的23岁以下梯队参加的比赛。
在2019-20赛季德丙联赛，齐尔克泽通常是拜仁二队的首发11人之一。他的职业比赛首秀于2019年7月20日完成，在二队客场对阵维尔茨堡踢球者的比赛中，于第74分钟替换登场。同年9月，他与俱乐部签署了一份期至2023年6月的职业合同。在拜仁职业队于2019年9月对阵科隆的比赛中，他首次坐上替补席。在新任一线队主教练汉西·弗利克于2019年11月上任后，齐尔克泽与他的另外3位二队队友获准在该赛季上半程的剩余时间内跟随职业队训练，但仍然主要参加二队或U19队的比赛。在12月11日拜仁主场对阵托特纳姆热刺的欧洲冠军联赛分组赛中，他于比赛的最后阶段替换上场完成首秀；而在一周后客场对阵弗赖堡的比赛中，他又完成了德甲联赛首秀。在那场比赛中，齐尔克泽首次触球便为拜仁取得入球，于补时阶段将比分改写为2比1。由此，他以18岁零210天的年龄成为该赛季德甲最年轻的入球者，也是继圣（18岁零12天）和阿方索·戴维斯（18岁零135天）之后第三年轻取得德甲入球的拜仁队员。此外，他也成为了德甲历史上最年轻的取得入球的荷兰人。

### 博洛尼亞
2022年8月30日，舒克斯轉會至意甲球會博洛尼亞。同年10月16日，他在俱樂部以 3-2 擊敗那不勒斯的比賽中攻入首球，打進了他在俱樂部的第一個進球。
他在2023-24賽季上半場的16場比賽中打進8球，吸引了多家歐洲頂級俱樂部的轉會興趣，他的前東家拜仁慕尼黑仍有40%的轉會費。他最終以 11 粒進球和 5 次助攻的成績結束了這個賽季，成為博洛尼亞的最佳射手，幫助他的俱樂部獲得了歐冠小組賽的席位，以及當選當季意甲最佳年青球員。

### 曼聯
2024年7月14日，英超球會曼聯宣布舒克斯加盟，據報轉會費為3650萬鎊，雙方簽約5年至2029年，另加1年優先續約條款。同年8月16日，英超揭幕戰曼聯主場迎戰富咸的賽事，舒克斯後備入替即於地標戰取得入球，協助曼聯以1-0小勝對手。

## 国家队生涯
2016年4月，年仅14岁的齐尔克泽便首次参加国际比赛，当时是代表荷兰15岁以下国家足球队（荷兰U15）完成了两次出场。在2016年12月至2017年4月期间，他又代表荷兰U16梯队出场6次，包括在葡萄牙和日本举行的比赛，并射入3球。在2018年欧洲U-17足球锦标赛预选赛中，齐尔克泽也曾代表荷兰U17梯队出战两场，但球队未能晋级于2018年5月举行的决赛圈。他的下一次国际比赛是在2018年秋季，当时共代表荷兰U18梯队参加了7场比赛。齐尔克泽的持续进步使他进而入选了荷兰U19梯队。在这个级别中，他于2019年3月参加了3场2019年欧洲U-19足球锦标赛预选赛。然而，球队同样未能晋级在亚美尼亚举行的决赛圈。在2019年余下的时间里，他曾在7场U19比赛中上阵6次，并射入8球。

## 荣誉
拜仁慕尼黑二队
- 巴伐利亚地区联赛冠军：2018–19
- 英超国际杯冠军：2018–19（英语：2018–19 Premier League International Cup）[27]

拜仁慕尼黑
- 德國足球甲級聯賽冠军：2019–20
- 德國足協盃冠军：2019–20
- 德國超級盃冠军：2020、2022
- 歐洲冠軍聯賽冠军：2019–20
- 歐洲超級盃冠军：2020